# Château de Bressolles
Le château de Bressolles, également dénommé château de Lys, est situé à Bressolles, en France.

## Localisation
Le château est situé sur le territoire de la commune de Bressolles, dans le département de l'Allier, en région Auvergne-Rhône-Alpes. Il se trouve dans le bourg et il est accessible par un portail situé en face de l'église.

## Description
De l'ancien château il ne subsiste qu'une tour circulaire du XIIIe siècle, une tour carrée avec des meneaux du XVe siècle et des douves en eau. La façade à l'est est classique, le reste néo-gothique (fin XIXe siècle),.

## Historique
Les Archambaud furent sans doute les premiers seigneurs de Bressolles, si l'on en croit un jugement du XVIIe siècle portant sur les preuves de noblesse des descendants des Breschard et qui signale qu'en 1206, Raoul Breschard échangea avec le sire de Bourbon la vicomté de Moulins contre la baronnie de Bressolles qui appartint dès lors à cette famille. Il y eut sans doute trois ou quatre Raoul successifs, en 1295, le seigneur de Bressolles portait encore ce prénom. Durant la Révolution, le propriétaire était un receveur général des finances ; ses terres furent mises sous séquestre. Le château eut apparemment beaucoup à souffrir de la chasse aux prêtres réfractaires menée en 1792. L'édifice fut restauré au XIXe siècle.